# 本田豊
本田 豊（ほんだ ゆたか、1952年5月 - ）は、日本の部落史家。部落問題論、被差別社会史論専攻。

## 人物
埼玉県児玉郡児玉町（現・本庄市）出身。1975年、埼玉大学中退。1978年から1989年まで、埼玉県史編纂委員を務める。1990年から東京都立大学人文学部非常勤講師を務めていた。
30年以上にわたって、日本全国4000箇所以上の被差別部落（同和地区の指定を受けなかったものを含む）を踏破し、被差別部落に関して多数の著書を持つ。北海道には道外の被差別部落からの移住によるものが、また沖縄には遊芸民「チャンダラー」の被差別部落が存在するという主張は、学界で支持を得られておらず、各種同和団体にもまた承認されていない。
「部落問題の柳田國男をめざす」と言っている。

## 著書
- 『群馬県部落解放運動60年史』部落解放同盟群馬県連合会、1982年
- 『部落史を歩く─ルポ東北・北陸の被差別部落』柏書房、1982年 ISBN 9784760101900
- 『白山神社と被差別部落』明石書店、1989年 ISBN 9784750302331
- 『部落史からみた東京』亜紀書房、1990年 ISBN 4750590045
- 『部落史を歩く 新版─非人系部落の研究』亜紀書房、1991年 ISBN 4750591203
- 『江戸の非人─部落史研究の課題』三一書房、1992年 ISBN 4380922278
- 『同和教育を知る─差別の現実に深く学ぶ』エムティ出版、1992年 ISBN 4896142055
- 『東京市社会局年報』（全9巻）柏書房、1992年 ISBN 9784760109319
- 『江戸の部落─部落史研究の課題と方法』三一書房、1994年 ISBN 4380942562
- 『神奈川県の被差別部落』三一書房、1996年 ISBN 4380962148
- 『被差別部落の民俗と伝承』三一書房、1998年 ISBN 4380982157
- 『戦国大名と賎民─信長・秀吉・家康と部落形成』現代書館、2005年 ISBN 4768469175
- 『絵が語る 知らなかった江戸のくらし 庶民の巻』 遊子館 2008年 ISBN 978-4946525902
- 『絵が語る知らなかった江戸のくらし 武士の巻』 遊子館 2008年 ISBN 978-4946525933
- 『絵が語る知らなかった江戸のくらし 農山漁民の巻』 遊子館 2009年 ISBN 978-4946525995
- 『絵が語る知らなかった江戸のくらし 諸国街道の巻』遊子館、2009年 ISBN 978-4863610026
- 『被差別部落の形成伝承』現代書館、2010年 ISBN 978-4768456491
- 『絵が語る知らなかった幕末明治のくらし事典』 遊子館 2012年 ISBN 978-4863610224
- 『絵図史料 江戸時代復元図鑑』 遊子館 2016年 ISBN 978-4863610286
- 『部落はなぜつくられたか 茨城県の部落史』 之潮 2018年 ISBN 978-4902695311